# Saint-Marcel-lès-Annonay
Saint-Marcel-lès-Annonay è un comune francese di 1 384 abitanti situato nel dipartimento dell'Ardèche della regione dell'Alvernia-Rodano-Alpi.

## Società

### Evoluzione demografica
Abitanti censiti